# Vila Cova à Coelheira (Vila Nova de Paiva)
Vila Cova à Coelheira é uma vila portuguesa sede da Freguesia de Vila Cova à Coelheira do Município de Vila Nova de Paiva, freguesia com 32,17 km² de área e 940 habitantes (censo de 2021). A sua densidade populacional é 29,2 hab./km².
A povoação de Vila Cova à Coelheira foi elevada à categoria de vila em 1993.

## História
Vila Cova à Coelheira foi uma importante comenda da Ordem do Hospital de São João de Jerusalém, de Rodes e de Malta, ou, simplesmente, Ordem de Malta, como é hoje mais conhecida. Razão pela qual o seu brasão autárquico ostenta a cruz da Ordem de Malta em chefe.
Foi vila e sede de concelho até ao início do século XIX. Era constituído pelas freguesias de Touro e Vila Cova à Coelheira e tinha, em 1801, 1670 habitantes.

## Demografia
A população registada nos censos foi:
| Ano  | 0-14 Anos | 15-24 Anos | 25-64 Anos | > 65 Anos |
| 2001 | 219       | 214        | 600        | 284       |
| 2011 | 134       | 133        | 568        | 274       |
| 2021 | 100       | 74         | 467        | 299       |

## Património
- Pelourinho de Vila Cova à Coelheira

## Cultura
- Centro de Memória Judaica de Vila Cova à Coelheira.

## Política

### Eleições autárquicas (Junta de Freguesia)
| Partido | 1976 | 1976 | 1979 | 1979 | 1982 | 1982 | 1985 | 1985 | 1989 | 1989 | 1993 | 1993 | 1997 | 1997 | 2001 | 2001 | 2005 | 2005 | 2009 | 2009 | 2013 | 2013 |
| Partido | %    | M    | %    | M    | %    | M    | %    | M    | %    | M    | %    | M    | %    | M    | %    | M    | %    | M    | %    | M    | %    | M    |
| ------- | ---- | ---- | ---- | ---- | ---- | ---- | ---- | ---- | ---- | ---- | ---- | ---- | ---- | ---- | ---- | ---- | ---- | ---- | ---- | ---- | ---- | ---- |
| CDS-PP  | 44,8 | 4    | 45,5 | 5    | 38,6 | 5    | 43,0 | 4    | 43,9 | 4    | 53,0 | 5    | 51,9 | 5    | 11,3 | 1    | 22,4 | 2    | 18,4 | 2    | 11,1 | 1    |
| PPD/PSD | 25,7 | 2    | 20,0 | 2    | 20,9 | 3    | 53,8 | 5    | 51,8 | 5    | 34,3 | 3    | 22,6 | 2    | 22,1 | 2    | 39,3 | 4    | 25,6 | 2    | 40,0 | 4    |
| PS      | 19,1 | 1    |      |      | 35,5 | 5    |      |      | 2,9  | -    | 10,1 | 1    | 21,5 | 2    | 37,4 | 4    | 33,4 | 3    | 46,8 | 5    | 45,7 | 4    |
| PPM     |      |      | 15,0 | 1    |      |      |      |      |      |      |      |      |      |      |      |      |      |      |      |      |      |      |
| APU/CDU |      |      | 14,8 | 1    |      |      |      |      |      |      |      |      |      |      | 2,6  | -    | 1,5  | -    | 3,0  | -    | 1,0  | -    |
| IND     |      |      |      |      |      |      |      |      |      |      |      |      |      |      | 21,8 | 2    |      |      |      |      |      |      |